# Micheal Williams
Micheal Douglas Williams (Dallas, 23 luglio 1966) è un ex cestista statunitense, professionista nella NBA.

## Carriera
È stato selezionato dai Detroit Pistons al secondo giro del Draft NBA 1988 (48ª scelta assoluta).

## Statistiche

### NBA

#### Regular Season
| Anno      | Squadra            | PG  | PT  | MP   | TC%  | 3P%  | TL%  | RP  | AP  | PRP | SP  | PP   |
| --------- | ------------------ | --- | --- | ---- | ---- | ---- | ---- | --- | --- | --- | --- | ---- |
| 1988-1989 | Detroit Pistons    | 49  | 0   | 7,3  | 36,4 | 22,2 | 66,0 | 0,6 | 1,4 | 0,3 | 0,1 | 2,6  |
| 1989-1990 | Phoenix Suns       | 6   | 0   | 4,3  | 20,0 | -    | 50,0 | 0,2 | 0,7 | 0,0 | 0,0 | 0,8  |
| 1989-1990 | Charlotte Hornets  | 22  | 1   | 13,8 | 53,2 | 0,0  | 79,5 | 1,4 | 3,5 | 1,0 | 0,0 | 6,9  |
| 1990-1991 | Indiana Pacers     | 73  | 37  | 23,4 | 49,9 | 14,3 | 87,9 | 2,4 | 4,8 | 2,1 | 0,2 | 11,1 |
| 1991-1992 | Indiana Pacers     | 79  | 76  | 34,8 | 49,0 | 24,2 | 87,1 | 3,6 | 8,2 | 2,9 | 0,3 | 15,0 |
| 1992-1993 | Minnesota T'wolves | 76  | 76  | 35,0 | 44,6 | 24,3 | 90,7 | 3,6 | 8,7 | 2,2 | 0,3 | 15,1 |
| 1993-1994 | Minnesota T'wolves | 71  | 66  | 31,1 | 45,7 | 22,2 | 83,9 | 3,1 | 7,2 | 1,7 | 0,3 | 13,7 |
| 1994-1995 | Minnesota T'wolves | 1   | 1   | 28,0 | 25,0 | -    | 80,0 | 1,0 | 3,0 | 2,0 | 0,0 | 6,0  |
| 1995-1996 | Minnesota T'wolves | 9   | 7   | 21,0 | 32,5 | 33,3 | 84,8 | 2,6 | 3,4 | 0,6 | 0,3 | 6,1  |
| 1997-1998 | Minnesota T'wolves | 25  | 0   | 6,4  | 33,3 | 0,0  | 97,0 | 0,6 | 1,3 | 0,4 | 0,1 | 2,6  |
| 1998-1999 | Toronto Raptors    | 2   | 0   | 7,5  | 20,0 | -    | -    | 0,5 | 0,0 | 0,0 | 0,0 | 1,0  |
| Carriera  | Carriera           | 413 | 264 | 25,2 | 46,4 | 22,7 | 86,8 | 2,5 | 5,8 | 1,7 | 0,2 | 11,0 |

#### Playoffs
| Anno     | Squadra            | PG | PT | MP   | TC%  | 3P%  | TL%  | RP  | AP  | PRP | SP  | PP   |
| -------- | ------------------ | -- | -- | ---- | ---- | ---- | ---- | --- | --- | --- | --- | ---- |
| 1989     | Detroit Pistons    | 4  | 0  | 1,5  | -    | -    | 100  | 0,5 | 0,5 | 0,3 | 0,0 | 0,5  |
| 1991     | Indiana Pacers     | 5  | 5  | 36,6 | 46,2 | 0,0  | 89,6 | 3,2 | 8,4 | 2,8 | 0,0 | 20,6 |
| 1992     | Indiana Pacers     | 3  | 3  | 35,3 | 41,9 | 33,3 | 73,3 | 2,7 | 8,0 | 3,0 | 0,0 | 16,7 |
| 1998     | Minnesota T'wolves | 4  | 0  | 14,5 | 40,0 | 50,0 | 77,8 | 2,3 | 2,8 | 0,8 | 0,3 | 5,0  |
| Carriera | Carriera           | 16 | 8  | 22,1 | 43,9 | 33,3 | 85,1 | 2,2 | 4,9 | 1,7 | 0,1 | 10,9 |

## Palmarès
- Campionato NBA: 1

Detroit Pistons: 1989
- NBA All-Defensive Second Team (1992)